# Staphylinochrous euriphaea
Staphylinochrous euriphaea is een vlinder uit de familie van de Himantopteridae. De wetenschappelijke naam van de soort is voor het eerst geldig gepubliceerd in 1919 door Hampson.